# Metro-East

Le Metro-East.

Metro-East désigne une région de l'État de l'Illinois aux États-Unis qui comprend les banlieues-Est de Saint Louis (Missouri). Regroupant cinq comtés de l'Illinois, elle s'étend sur 6 974 km² et compte 599 845 habitants (2000). Sa plus grande ville est Belleville. 

## Villes
| - Alton - Edwardsville - Granite City - East Saint Louis - Collinsville - Belleville - O'Fallon - Waterloo | - Highland - Troy - Godfrey - Millstadt - Swansea - Fairview Heights - Columbia - Breese | - Cahokia - Carlyle - Staunton - Alhambra - Centreville - Damiansville - Valmeyer - Freeburg | - Jerseyville - Grafton - Centralia - Glen Carbon - Pontoon Beach - Aviston - Marissa - Worden |

## Liste des comtés
- Clinton
- Jersey
- Madison
- Monroe
- St. Clair

## Transports

### Interstates
- Interstate 55
- Interstate 64
- Interstate 70
- Interstate 255
- Interstate 270

### US Routes
- U.S. Route 40
- U.S. Route 50
- U.S. Route 51
- U.S. Route 67

### Illinois State Routes
- Illinois Route 3
- Illinois Route 4
- Illinois Route 13
- Illinois Route 15
- Illinois Route 16
- Illinois Route 100
- Illinois Route 111
- Illinois Route 127
- Illinois Route 140
- Illinois Route 143
- Illinois Route 153
- Illinois Route 156
- Illinois Route 157
- Illinois Route 158
- Illinois Route 159
- Illinois Route 160
- Illinois Route 161
- Illinois Route 162
- Illinois Route 163
- Illinois Route 177
- Illinois Route 203
- Illinois Route 255
- Illinois Route 267

## Sports
- Gateway Grizzlies

## Universités
- Southern Illinois University Edwardsville
- McKendree University
- Southwestern Illinois College (Belleville)
- Southwestern Illinois College (Granite City)
- Lewis and Clark Community College
- Kaskaskia College

## Eau

### Rivières et Fleuves
- Rivière Illinois
- Rivière Kaskaskia
- Fleuve Mississippi

### Lacs
- Lac Carlyle
- Lac Horseshoe